# Útok v Chadeře 2002
Útok v Chadeře se odehrál ve čtvrtek 17. ledna 2002. Palestinský střelec, 24letý Abdul Salím Sádik Hasúna, zabil na oslavě obřadu bar micva v izraelském městě Chadera šest lidí a 33 jich zranil.

## Útok
K útoku došlo ve 21:45 (GMT+2), když hosté odjížděli. Odpovědnost za útok převzaly Brigády mučedníků al-Aksá, které tvrdí, že šlo o pomstu za zabití jejich vůdce Raída al-Karmího. Mluvčí izraelské policie uvedl, že muž, který byl zřejmě na sebevražedné misi, hodil do svatební síně Armon David, kde se konala oslava obřadu bar micva, několik granátů a odpálil výbušniny. U útočníka byl nalezen opasek s výbušninami.

## Zprávy v médiích
Al-Džazíra byla kritizována za neobjektivitu při informování o masakru, protože do svého zpravodajství nezahrnula informaci, že oběti se účastnily obřadu bat micva a že střelec vtrhl na tuto událost do přeplněného banketového sálu.

## Pachatel
Brigády mučedníků al-Aksá uvedly, že útočník, 24letý Abdul Salím Sádik Hasúna, pocházel z vesnice poblíž Náblusu a útok podnikl, aby pomstil smrt Raída al-Karmího.
Po útoku bylo zveřejněno video, které útočník natočil dříve a na kterém je vidět, jak prohlašuje: „Dělám to proto, abych pomstil všechny palestinské mučedníky“.

## Reakce
- Palestinská autonomie: Palestinská autonomie útok odsoudila, ale z jeho vyprovokování obvinila Izrael.[3]
- Spojené státy: Federální vláda USA útok „co nejdůrazněji odsoudila“ a označila ho „strašlivý teroristický čin“.[3] Vdova po jednom z Američanů zabitých při útoku, Aharon Ellis, podala žalobu na Palestinskou autonomii.[5]